# Fennagh
Fennagh är en ort i republiken Irland.   Den ligger i grevskapet County Carlow och provinsen Leinster, i den centrala delen av landet, 80 km sydväst om huvudstaden Dublin. Fennagh ligger 93 meter över havet och antalet invånare är 384.
Terrängen runt Fennagh är platt åt nordväst, men åt sydost är den kuperad.Runt Fennagh är det glesbefolkat, med 18 invånare per kvadratkilometer. Närmaste större samhälle är Carlow, 15,1 km norr om Fennagh. Trakten runt Fennagh består i huvudsak av gräsmarker.